# 宇文玉波
宇文玉波（？—？），隋朝和亲公主、麴氏高昌王后。

## 生平
大业五年（609年），高昌王麴伯雅前往朝见隋炀帝杨广，因而跟随进攻高句丽，返回后，隋炀帝在大业八年十一月己卯（612年12月1日）把宇文玉波封华容公主，嫁给麴伯雅，因为鸿胪少卿苏夔有清高的名望，命令苏夔主持婚礼。
宇文玉波作为高昌的王后。麴伯雅的正妻退避王后之位。唐朝武德二年（619年），麴伯雅去世后，其子麴文泰继位，收继宇文玉波。唐太宗李世民继位，高昌进献玄狐裘，唐太宗赐宇文玉波花钿一具，宇文玉波再进贡玉盘。西域诸国所有动静，宇文玉波总是向唐朝上奏。贞观四年（630年）冬，麴文泰来长安朝见唐太宗，宇文玉波请求加入宗室籍属，唐太宗诏赐李氏，更改封号为常乐公主，下诏宽慰晓喻。根据敦煌遗书S.2838《维摩诘经》的题记，华容公主又称襄邑夫人。